# Arnoul de Chocques
Arnau de Cocques també dit Arnoul Malcouronne, i Arnoul de Rœux, fou un patriarca llatí de Jerusalem, el primer nomenat per aquest càrrec, que tingué des del 1099. A causa de les seves opinions a favor de separar el poder polític i el poder eclesiàstic fou cessat, però tornà a ser nomenat del 1112 al 1118. Se li atribuïren delictes de malversació i d'intrigar per guanyar poder.

## Orígens
Nascut a la vila de Chocques, en el que llavors era Flandes, Arnau era el fill il·legítim d'un clergue que era conegut de malnom Mauclerc, segons escriví Guillem de Tir. Començà la carrera religiosa en Normandia, on fou el preceptor de Cecília († 1126), filla de Guillem el Conqueridor, i futura abadessa del convent de la Santa Trinitat  a Caen. Fou capellà al servei del duc de Normandia, Robert II, i fou el director d'una escola a Caen on donà classes de gramàtica i dialèctica, on també era mestre Lanfranc i on fou alumne destacat l'autor de la Gesta Tancredi.

## La croada
Quan el papa Urbà II proclamà al concili de Clermont la mobilització per la Primera Croada, ell s'uní a les tropes del duc de Normandia el 1096, juntament amb Odó bisbe de Bayeux.
Després del setge d'Antioquia un monjo provençal, Pierre Barthélemy, deia haver trobat la Llança Sagrada. Arnau de Choques, igual com altres, expressà dubtes sobre l'autenticitat d'aquesta llança i això va fer que es guanyés l'enemistat d'alguns, com Guillem de Tir, que el calumniarien.
Poc abans de la presa de Jerusalem, fou escollit amb Pere l'Ermità per pronunciar el sermó abans de l'assalt final, amb un discurs que exaltés l'ànim dels que anaven a lluitar, cosa que feu el 8 de juliol del 1099 després d'organitzar una processó fora de la muralla. Aquest fet demostra que, entre els croats, tenia reputació de bon orador i model a seguir.

## Patriarca de Jerusalem
L'1 d'agost del 1099, després de conquerir Jerusalem, i després d'escollir Jofré de Bouillon com a advocat del Sant Sepulcre —ja que Jofré havia renunciat al títol de rei—, Arnau fou escollit pels caps croats per ser el patriarca de la ciutat, en successió al patriarca grec, car no veien convenient que aquest càrrec el tingués un membre separat de l'Església Romana. Arnau esdevingué així el primer patriarca llatí de Jerusalem. Aquesta elecció quedà ratificada per una carta del papa Pasqual II enviada als cònsols de Pisa.
Abans del setge d'Ascaló el 12 d'agost del 1099, Arnau de Chocques exhortà les tropes a la disciplina i a la unió per mantenir els drets de l'església de Jerusalem contra els que defensaven la creació d'un arquebisbat independent amb seu a Antioquia.
Les intrigues dels seus enemics, entre els quals hi havia un grup de normands, donà peu a que Pascal II el cessés en el càrrec i el substituís per Daimbert de Pisa el desembre del 1099. Arnau se sotmeté a aquesta decisió i fou nomenat arxidiaca de Jerusalem.
El 18 de juliol del 1100, acompanyà Daimbert a donar l'extrema unció al Jofré de Bouillon. Aquest li feu prometre que votaria a favor de Balduí, comte d'Edessa, com a successor. Balduí succeí al seu germà malgrat l'oposició de Daimbert que volia establir una teocràcia en el Regne de Jerusalem i amb un clergue com a governant.
Fou llavors un dels principals consellers del rei. A causa de noves intrigues, Daimbert fou deposat el 1102 pels bisbes, els quals el substituïren per Evremar de Thérouanne en el càrrec de patriarca. Pascal II volia mantenir Daimbert però això ho decidí després d'un viatge a Roma el 1105. Evremar també fou deposat el 1108 i nomenaren com a substitut a Gibelin de Sabran.
Arnau de Chocques fou tornat a ser escollit patriarca a la mort de Gibelin de Sabran el 1112. Els enemics d'Arnau continuaven malparlant i Pascal II envià el bisbe Berenguer d'Orange (o Aimar Bérenger de Morges), com a legat a Palestina. Aquest legat el suspengué en les seves funcions i Arnau marxà a Roma a justificar les faltes que se li atribuïen. El 19 de juliol del 1116, Pascal II descarregà Arnau de totes les acusacions llançades contra ell i el confirmà com a legat. En un concili presidit per Aimar Bérenger de Morges, bisbe d'Orange, es decidí que conservés el títol de patriarca de Jerusalem.
A la mort del rei Balduí, Arnau s'uní als partidaris de donar la corona a Balduí de Bourcq, (Balduí II de Jerusalem), nebot del difunt, en comptes de l'altre candidat Eustaqui III de Bolonya, germà de Balduí I, ja que el primer ja estava vivint en Terra Santa.
Arnau de Chocques morí poc després el 1118.
La seva neboda, Emma es casà amb Eustaqui de Grenier, comte de Sidó i senyor de Cesarea; una de les acusacions contra ell era que amb diners de l'església havia pagat el seu dot.